# Emilie de Ravin
Emily "Emilie" de Ravin (Mount Eliza, 27 de Dezembro de 1981) é uma atriz australiana tornada célebre por encarnar a personagem Claire Littleton na série americana Lost da ABC, exibida no Brasil pela televisão por assinatura AXN e pela TV Globo, em Portugal pela FOX e RTP1. Também se destacou ao interpretar Chris Hargensen em Carrie refilmagem do clássico de 1976. Fez sucesso também no seu papel de princesa Belle (Bela) na série da ABC "Once Upon a Time" (Era uma Vez) de 2011 a 2018.

## Primeiros anos
Emilie de Ravin nasceu na pequena cidade de Mount Eliza, no estado de Victória, Austrália. Viveu grande parte da sua infância e adolescência na sua terra-natal, onde frequentou o colégio Toorak e começou a praticar ballet, uma das suas maiores paixões. Determinada a seguir o sonho da dança, candidatou-se aos quinze anos a uma das mais prestigiadas escolas de ballet da Austrália, a Australian Ballet Company. Apesar de aceite, acabou por desistir de frequentar esta academia um ano depois do ingresso.
Resolveu então dedicar-se ao estudo da representação, frequentando um pequeno curso de seis semanas, no Campus na cidade de Melbourne e o instituto nacional de artes dramáticas da Austrália, o NIDA. No ano de 2000 Emilie partiu para os EUA decidida a dar o seu melhor no concorrido mundo do cinema e da representação.

## Carreira

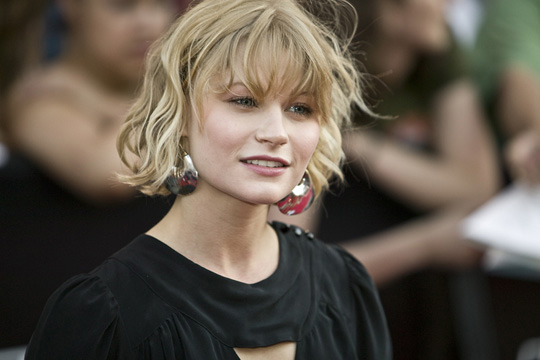
Emilie durante o 2007 MuchMusic Video Awards.

O seu primeiro papel foi o de Curupira na série televisiva BeastMaster. Seria contudo o segundo aquele que viria a lançar o seu nome na lista de "estrelas em ascensão". Ao candidatar-se ao papel da alien/humana Tess na série televisiva Roswell, Emilie foi aceita como atriz convidada durante a primeira série. A sua personagem começou, porém, a ter uma importância na história, o que levou a equipa a convidar a jovem atriz para o elenco permanente.
Desde a sua estreia em 2004,  Emilie integrava o elenco da série televisiva Lost. Em 2005, ela foi escalada para interpretar Emily Kostich, uma viciada em heroína e ex-namorada de Brendan Frye (Joseph Gordon-Levitt), no filme Brick. Em uma entrevista sobre o filme, Ravin disse que foi atraída pelo roteiro porque era original e os adolescentes do filme são muito profundos e emocionais para a sua idade. No ano seguinte, ela interpretou Brenda Carter no filme The Hills Have Eyes.
Em 2007, a Variety informou que ela iria estrelar o filme Ball Don't Lie, o filme estreou no Festival de TriBeCa de 2008 e chegou nos cinemas no início de 2009. Esteve no filme The Perfect Game, e apareceu no filme Public Enemies de 2009 como uma caixa de banco chamado Barbara Patzke. Em 2010, ela atuou no filme Remember Me, ao lado do ator Robert Pattinson, onde interpretava seu par romântico. Atualmente interpreta Belle em Once Upon a Time.
Em 2012, ela protagonizou o filme finlandês, Love and Other Troubles, dirigido por Samuli Valkama. O filme conta a história de Ville (Jussi Nikkilä) e seu pai (Ville Virtanen), que ambos se apaixonam pela mesma mulher, interpretada por Emilie. Também no mesmo ano ela esteve no telefilme, Americana.

## Filmografia

### Filmes
| Ano  | Título                  | Personagem           | Nota(s)   |
| 2002 | Carrie                  | Chris Hargensen      | Telefilme |
| 2005 | Brick                   | Emily Kostich        |           |
| 2005 | Santa's Slay            | Mary 'Mac' Mackenzie |           |
| 2006 | The Hills Have Eyes     | Brenda Carter        |           |
| 2008 | Ball Don't Lie          | Baby                 |           |
| 2009 | The Perfect Game        | Frankie Stevens      |           |
| 2009 | High Noon               | Lt. Phoebe McNamara  | Telefilme |
| 2009 | Public Enemies          | Barbara Patzke       |           |
| 2010 | Remember Me             | Ally Craig           |           |
| 2010 | The Chameleon           | Kathy Jansen         |           |
| 2010 | Operation: Endgame      | Heirophant           |           |
| 2012 | Americana               | Francesca Soulter    | Telefilme |
| 2012 | Love and Other Troubles | Sara                 |           |

### Televisão
| Ano         | Título                                     | Personagens        | Nota(s)                                             |
| 1999        | BeastMaster                                | The Demon Curupira | 8 episódios (1999-2000)                             |
| 2000        | Roswell                                    | Tess Harding       | 28 episódios (2000-2002)                            |
| 2003        | NCIS: Naval Criminal Investigative Service | Nancy              | Episódio: "Seadog"                                  |
| 2003        | The Handler                                | Gina               | Episódios: "Dirty White Collar", "Acts of Congress" |
| 2004 - 2010 | CSI: Miami                                 | Venus Robinson     | Episódio: "Legal"                                   |
| 2004 - 2010 | Lost                                       | Claire Littleton   | 94 episódios (2004-2010)                            |
| 2012        | Once Upon a Time                           | Belle              | 117 Episódios (2012-2017), 2018                     |
| 2013        | Air Force One is Down                      | Romero             | Episódios: "1.1", "1.2"                             |

## Vida pessoal
Após três anos de namoro com o ator Josh Janowicz, ele a pediu em casamento no final de 2005. O casal conheceu-se em Los Angeles algum tempo depois da chegada de Emilie à cidade. Em 2006 contraíam o matrimónio na cidade de Melbourne. Seis meses mais tarde, a imprensa publicou as primeiras notícias sobre a sua separação. Em Junho de 2009, após três anos de incerteza e supostas tentativas de reatamento, Emilie e Josh apresentaram os papéis para o divórcio. No entanto, em outubro daquele mesmo ano, o divórcio foi cancelado. Atualmente é casada com o cineasta Eric Bilitch com quem teve sua filha Vera Audrey de Ravin-Bilitch.
Apesar de ter casa em Los Angeles, onde reside com a sua cadela Bella, Emilie ocasionalmente passou longos períodos de tempo no Havaí devido às gravações de Lost, encerradas em maio de 2010.
Ela foi incluída na lista de Hot 100 da Maxmen três vezes: em 2005 no 47ª, no ano seguinte em 65ª, e em 2008 no 68ª.